# Sigismund Paul Hiepe
Sigismund Paul Hiepe (* 17. August 1770 in Wetzlar; † 3. Mai 1845 in Frankfurt am Main) war ein deutscher Jurist und Politiker. 1834 war er jüngerer Bürgermeister der Freien Stadt Frankfurt.

## Leben
Sigismund Paul Hiepe entstammte einer Wetzlarer Apothekerfamilie. Er studierte Rechtswissenschaften an den  Universitäten Marburg (ab dem 25. Oktober 1789) und Göttingen (ab dem 8. Mai 1791). Er schloss das Studium mit der Promotion zum Dr. jur. in Göttingen ab. Nach dem Studium wurde Hiepe Reichskammergerichts-Advokat und trat in Wetzlar der Gemeinnützigen Gesellschaft von 1799 bei. Später zog er nach Frankfurt am Main und war dort 1816 bis 1825 gemeinschaftlicher Konsulent der milden Stiftungen.
1825 wurde Hiepe Senator. 1834 wurde er jüngerer Bürgermeister und stieg im Senat 1836 in die erste Bank auf und wurde Schöff. 1838 wurde er Syndikus der freien Stadt Frankfurt und damit Rat am Appellationsgericht Frankfurt am Main.
Hiepe war seit 1800 Freimaurer.